# Sainte Misère
Sainte Misère (finnois : Hurskas kurjuus) est un roman de l'écrivain finlandais et Prix Nobel de littérature Frans Eemil Sillanpää, publié un an seulement après la fin de la Guerre civile finlandaise en 1919.

## Récit
Le récit se concentre autour d'un pauvre paysan du nom de Juha Toivola et permet, en suivant son existence, de décrire les grands bouleversements qu'a connu le Grand-Duché de Finlande de 1866 à son indépendance en 1918 aux termes d'une sanglante guerre civile à laquelle le héros participera avant d'être exécuté sans procès par des gardes blancs. Sont ainsi abordés les grands moments de l'Histoire de la Finlande dont la famine de 1866-1868, l'arrivée du chemin de fer dans le Grand-Duché, la tentative de russification de la Finlande, l'émergence du socialisme, la Révolution de 1905 et enfin la Guerre civile finlandaise et son dénouement tragique.

## Hiltu et Ragnar
Le court roman Hiltu et Ragnar, du même auteur et publié en 1923, met en scène des personnages issus de Sainte Misère.

## Sources
Le contenu de cette page provient en partie de la traduction de la page finlandaise équivalente. 
1. ↑  (fi) « Frans Emil Sillanpää: Hurskas kurjuus – Miksi päädyimme sisällissotaan? », Yle, 3 janvier 2017 (consulté le 15 juillet 2018)
2. ↑  (Hiltu et Ragnar)